# Geranium reuteri
Geranium reuteri är en näveväxtart som beskrevs av Carlos Aedo och Muñoz Garm.. Geranium reuteri ingår i släktet nävor, och familjen näveväxter. Inga underarter finns listade i Catalogue of Life.